# زلیزنه
زلیزنه (Залізне) هي مدينة في محافظة دونيتسك في أوكرانيا، كانت تسمى سابقا أرتيموفي.
يبلغ عدد سكانها حوالي 5996 نسمة.